# Apologie (Platon)

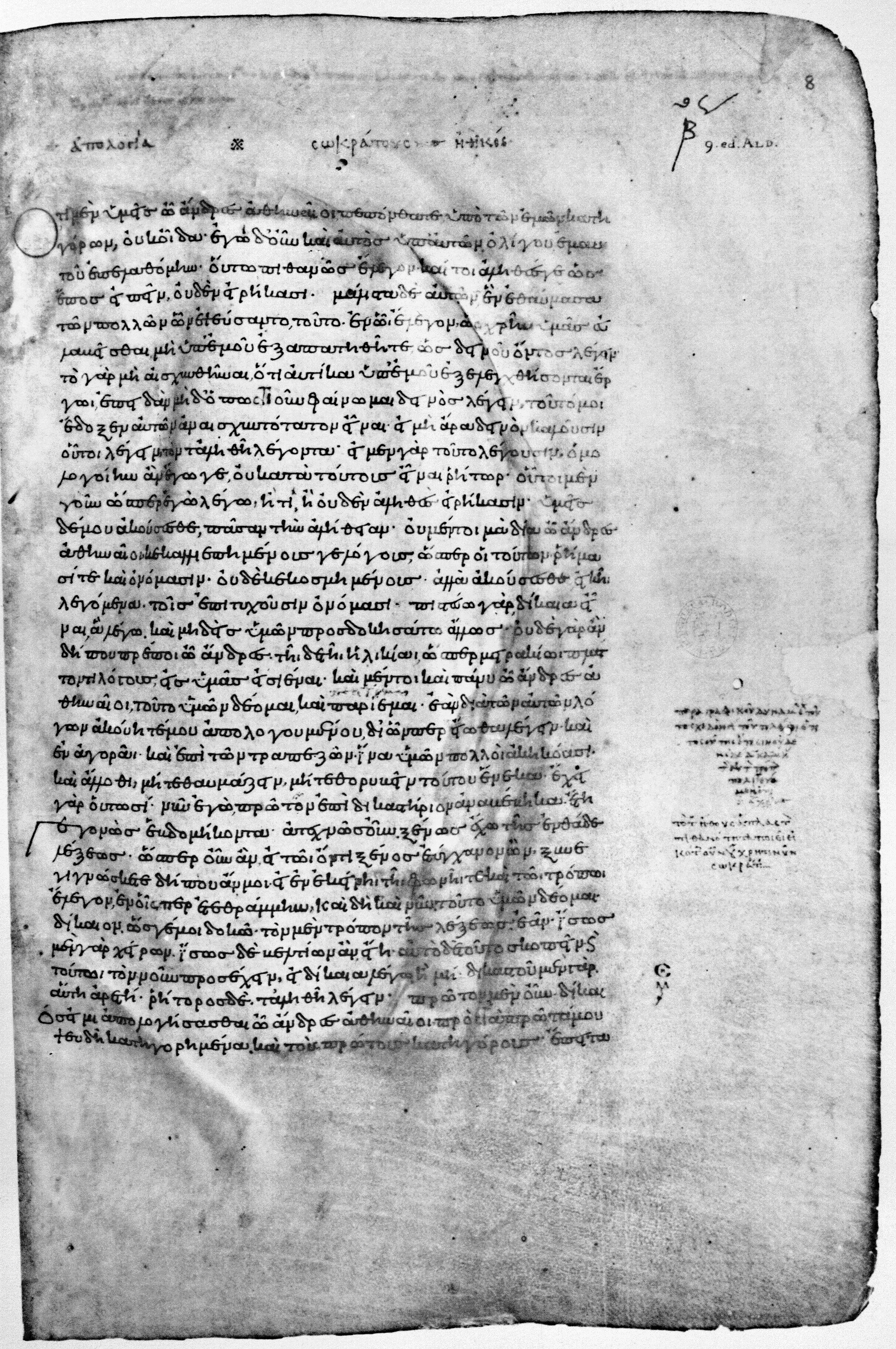
Der Anfang der Apologie in der ältesten erhaltenen mittelalterlichen Handschrift, dem 895 geschriebenen Codex Clarkianus

Die Apologie des Sokrates (altgriechisch Ἀπολογία Σωκράτους Apología Sōkrátous) ist ein Werk des antiken Philosophen Platon. Es handelt sich um eine literarische Gestaltung der Verteidigungsrede (Apologie), die Platons Lehrer Sokrates vor dem athenischen Volksgericht hielt, als er im Jahr 399 v. Chr. wegen Asebie (Gottlosigkeit) und Verführung der Jugend angeklagt war. Angefügt sind seine Stellungnahmen zum Strafmaß und zum Ausgang des Verfahrens. Die Apologie besteht somit aus drei aneinandergereihten Reden, die der Angeklagte nach dieser Darstellung am selben Tag in verschiedenen Phasen des Gerichtsverfahrens hielt. Seine Argumentation verhinderte den Schuldspruch nicht. Sokrates wurde zum Tode verurteilt und hingerichtet.
Stark umstritten ist in der modernen Forschung die Frage, inwieweit Platons Apologie trotz ihres literarischen, fiktionalen Charakters auch eine zumindest teilweise verlässliche Quelle darstellt, deren historischer Kern brauchbare Informationen über den Prozess liefert. Strittig ist auch, inwieweit sie einen zutreffenden Eindruck von den Motiven und Überzeugungen des historischen Sokrates vermittelt. Die Diskussion dieser Thematik ist Teil der allgemeinen Fragestellung, wie zuverlässig sich das Leben und die Philosophie des historischen Sokrates aus den überlieferten Berichten rekonstruieren lassen.
Unabhängig von den weiterhin offenen Fragen zur historischen Zuverlässigkeit gilt die Apologie als das bedeutendste Werk aus der Frühzeit der klassischen griechischen Philosophie. Sie beschreibt und begründet die Haltung eines gesetzestreuen Bürgers, der schuldlos in einen tragischen Konflikt mit der Justiz geraten ist und dabei unerschütterlich an seinen Grundsätzen festhält. Die Konsequenz und Furchtlosigkeit von Platons Sokrates-Gestalt hat die Nachwelt tief beeindruckt. Das Auftreten des Sokrates vor Gericht wurde zum klassischen Muster für die praktische Umsetzung philosophischer Einsicht in einer Krisensituation. Auch als literarische Schöpfung wird die Apologie sehr geschätzt: Sie zählt zur Weltliteratur.

## Vorgeschichte und Umstände des Prozesses

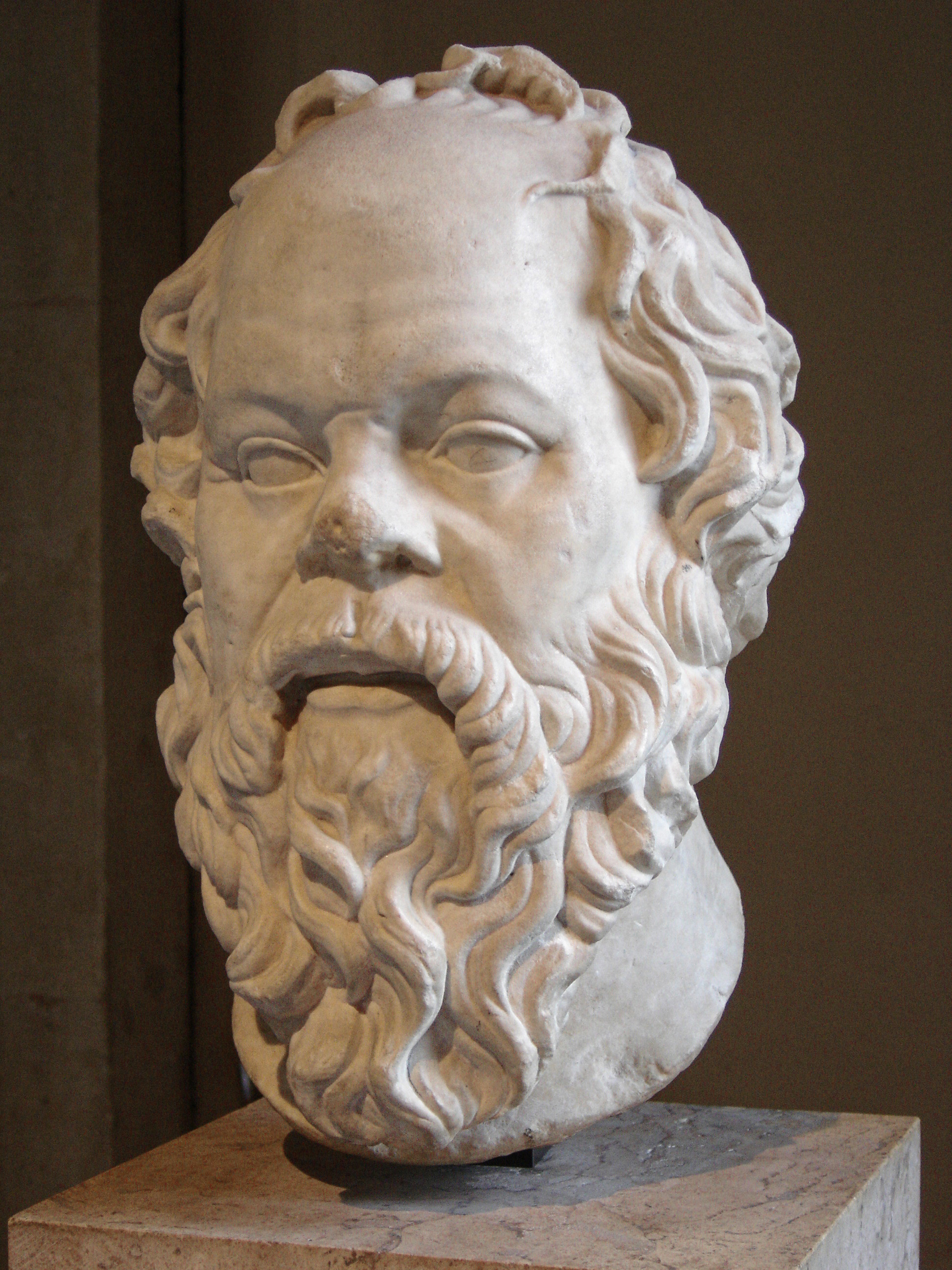
Sokrates (römische Büste, 1. Jahrhundert, Louvre, Paris)

Der Prozess fand im Frühjahr 399 v. Chr. statt. Platons Sokrates nennt in der Apologie die Namen seiner drei Ankläger Anytos, Meletos und Lykon. Anytos gehörte zu den Anführern der demokratischen Bewegung, die 404/403 v. Chr. die oligarchische Herrschaft der Dreißig gewaltsam beseitigt und die traditionelle athenische Demokratie wiederhergestellt hatte. Daher war er nach dem Sieg der Demokraten einer der einflussreichsten Politiker Athens in jener Zeit. Der Apologie zufolge agierte er als Repräsentant der Handwerker und der Politiker, die an Sokrates’ Tätigkeit Anstoß nahmen. Er war ein radikaler Gegner der Sophisten, die als Lehrer auftraten und zu denen Sokrates von seinen Kritikern gezählt wurde, obwohl er sich scharf von ihnen abgrenzte. Meletos trat der Apologie zufolge im Namen der Dichter auf, deren Gegnerschaft sich Sokrates zugezogen hatte. Er war ein ziemlich unbekannter junger Mann und hatte die Klageschrift verfasst. Unklar ist die Identität des Lykon, der die politischen Redner repräsentierte, denen der angeklagte Philosoph verhasst war.
In der Apologie ist Sokrates der alleinige Sprecher, abgesehen von einer kurzen Befragung des Anklägers Meletos, der Sokrates knapp antwortet. Dadurch unterscheidet sich die Apologie von den anderen Werken Platons, die – außer den höchstens teilweise authentischen Briefen – alle in Dialogform abgefasst sind.
Der Prozess ist öffentlich, eine Menge von Freunden und Gegnern des Angeklagten hat sich versammelt. Das Gericht ist – wie bei solchen Verfahren üblich – ein Gremium von 500 oder 501 durch ein Losverfahren bestimmten Geschworenen (Heliasten), die als Richter einen Entscheid mit einfacher Mehrheit zu fällen haben. Die gesamte Verhandlung, die zum Todesurteil führt, spielt sich an einem einzigen Tag ab, da die Zusammensetzung des Spruchkörpers und der zu verhandelnde Fall täglich neu ausgelost werden. Nach Platons Darstellung rügt Sokrates nach dem Schuldspruch das Schnellverfahren. Er macht geltend, andernorts sei es nicht üblich, an einem Tag über Leben und Tod zu entscheiden. Die Zeitknappheit habe ihm keine angemessene Darlegung seiner Argumente gestattet und dieser Umstand habe entscheidend zur Verurteilung beigetragen.

## Inhalt derApologie
Die Apologie setzt sich aus drei separaten, aber in Platons Darstellung unmittelbar aneinandergefügten Reden des Sokrates am Tag des Gerichtsverfahrens zusammen. In der ersten Rede erörtert er die zu diesem Zeitpunkt noch offene Frage seiner Schuld. In der zweiten, nach dem Schuldspruch gehaltenen Rede befasst er sich mit dem Strafmaß, dessen Festsetzung nun ansteht. Die dritte Rede ist sein Schlusswort nach der Verhängung der Todesstrafe.

### Die erste Rede

#### Verteidigung gegen alte Gerüchte und Vorurteile
Sokrates beginnt seine erste Rede mit einem ironischen Lob für seine Ankläger, die mit großer Überzeugungskraft aufgetreten seien. Allerdings hätten sie dabei überhaupt nichts Wahres vorgebracht. Sie hätten vor seiner rhetorischen Überredungs- und Täuschungskunst gewarnt, doch setze er in Wirklichkeit keine rednerischen Kunstmittel ein, sondern werde nur auf seine gewohnte Weise in schlichten Worten die ganze Wahrheit vortragen.
Schwerwiegender als die gegenwärtige Anklage seien die anonymen Beschuldigungen, die schon seit langem gerüchteweise von vielen Verleumdern verbreitet würden. Die dadurch entstandenen Vorurteile hätten zu einer generellen Voreingenommenheit geführt, gegen die er nun ankämpfen müsse. Zu seinem schlechten Ruf habe auch seine Verspottung durch den Komödiendichter Aristophanes beigetragen. Es werde behauptet, dass er „Unterirdisches und Himmlisches“ erforsche (also Naturphilosophie betreibe) und „die schwächere Sache zur stärkeren mache“ (das heißt, mit geschickten Täuschungsmanövern Meinungen manipuliere und so Unrecht zu Recht mache). Außerdem unterrichte er andere in dieser Täuschungskunst und lasse sich dafür bezahlen. Nichts davon sei wahr, und dies könnten die vielen Bürger bezeugen, die bei seinen Diskussionen zugehört hätten. Die Verführungskünste überlasse er den für Honorar lehrenden Sophisten, mit deren Umtrieben er nichts zu tun habe.
Allerdings habe die Gerüchtebildung einen realen Ausgangspunkt. Dies sei eine gewisse Weisheit, die ihm zugeschrieben werde. Sein Freund Chairephon habe die Kühnheit besessen, das Orakel von Delphi zu fragen, ob jemand weiser sei als Sokrates. Darauf habe die Pythia, die weissagende Priesterin, geantwortet, dies sei nicht der Fall. Dieser Ausspruch sei ihm, Sokrates, mitgeteilt worden. Dadurch sei er in Verwirrung geraten, da er sich über seine Unwissenheit im Klaren gewesen sei: „Denn ich bin mir doch bewußt, daß ich weder im Großen noch im Kleinen weise bin.“ Um die Behauptung der Pythia zu überprüfen, habe er als weise oder kundig geltende Männer – Politiker und Dichter, aber auch Handwerker – befragt, denn er habe herausfinden wollen, was es mit deren Wissen auf sich habe. Dabei habe sich herausgestellt, dass er trotz seines sehr bescheidenen Erkenntnisstands die vermeintlich Weisen übertreffe, denn er habe ihre Irrtümer aufdecken können. So habe sich gezeigt, wie wenig menschliche Weisheit tauge, und dies sei wohl der Sinn des Orakelspruchs. Mit seinen Nachforschungen habe er sich verhasst gemacht, da er die Inkompetenz seiner Gesprächspartner ans Licht gebracht habe. So habe er sich viele Feindschaften zugezogen. Seither betrachte er es als seine Berufung im Dienste des Gottes, Unwissenden, die sich für kompetent hielten, ihre Unwissenheit aufzuzeigen. Mit dieser Vorgehensweise hänge der Vorwurf zusammen, er verderbe die Jugend. Manche Jünglinge hätten nämlich nach seinem Vorbild begonnen, die Inkompetenz Unwissender zu entlarven. Damit hätten sie deren Zorn erregt, der sich dann gegen ihn, Sokrates, gerichtet habe.

#### Verteidigung gegen die Anklageschrift
Nach diesen Ausführungen über die alten Beschuldigungen wendet sich Sokrates der aktuellen Anklage zu. Er nimmt den Ankläger Meletos, der ihn als Verderber der Jugend hingestellt hat, ins Verhör. Meletos beantwortet seine Fragen nur knapp oder gar nicht. Aus seiner Reaktionsweise wird aber deutlich, dass er über das, was für die Jugend nützlich oder schädlich ist, keine durchdachten Vorstellungen hat. Er meint, die moralische Erziehung der Jugend obliege der gesamten Gesellschaft und diese Aufgabe werde von ihr auch richtig ausgeführt, nur Sokrates störe dabei. Dann kommt der wichtigste Anklagepunkt zur Sprache: die Behauptung, Sokrates halte nicht am Kult der in Athen traditionell verehrten Götter fest. Ihm wird vorgeworfen, er wolle die herkömmliche Religion durch einen neuartigen Kult von „Daimonischem“ ersetzen. Dies zielt auf das Daimonion, eine innere Stimme des Sokrates, von der er sich tatsächlich beraten lässt. Hier verwickelt sich Meletos aber, wie Sokrates zeigen kann, in einen Widerspruch. Einerseits bezichtigt er den Angeklagten, konsequent gottlos zu sein, also keinerlei übermenschliche Wesen zu verehren und Sonne und Mond für Steine statt für Gottheiten zu halten, andererseits stellt er ihn als Anhänger einer daimonischen, also übermenschlichen und somit göttlichen Macht dar.
Anschließend legt Sokrates seine Überzeugungen über den Sinn seines Lebens und über den Tod dar. Zunächst geht er auf die mögliche Vorhaltung ein, er habe sich unbesonnenerweise auf eine Betätigung eingelassen, die ihn nun in Lebensgefahr bringe. Dagegen wendet er ein, dass die Gefährlichkeit eines Vorhabens kein Entscheidungskriterium sein dürfe. Vielmehr komme es nur darauf an, ob man recht oder unrecht handle. An diesen Grundsatz habe er sich auch gehalten, als er für seine Heimatstadt Kriegsdienst leistete. Jeder habe auf seinem Posten seine Aufgabe zu erfüllen. Den Tod zu fürchten sei auf jeden Fall unweise, auch wenn man nicht wisse, was danach folge. Wenn er nur unter der Bedingung, seine philosophische Betätigung aufzugeben, freigesprochen würde, würde er diese Auflage missachten und weiterhin öffentlich diskutieren. Dies gebiete ihm der Gott. Damit erweise er der Stadt die größte Wohltat, denn er fördere die Tugend, welche die Grundlage aller anderen Güter bilde.
Sokrates betont, dass er sich nicht um seiner selbst willen verteidige. Der angestrebte Freispruch sei ihm nicht wegen seines Überlebens wichtig, denn den Tod zu erleiden sei kein Übel. Ein großes Übel sei es hingegen, ein widerrechtliches Todesurteil gegen einen anderen anzustreben. Daher gehe es ihm nicht um seine eigene Person, sondern um die Richter, die sich durch eine Verurteilung versündigen würden, was er verhindern wolle. Wenn er sterbe, werde es außerdem schwer sein, einen Ersatz für ihn zu finden. Seine Bestimmung sei es, die Athener einzeln aufzurütteln, zu kritisieren und zu ermahnen, so wie eine Bremse ein edles, aber träges Pferd aufreize.
Dann geht Sokrates auf die Frage ein, warum er zwar Privatleuten Ratschläge erteilt, nicht aber vor der Volksversammlung als Redner und Ratgeber der Menge auftritt und gestaltend in die Politik eingreift. Vor einer solchen politischen Betätigung warne ihn das Daimonion, seine innere Stimme. Wer unter keinen Umständen bereit sei, etwas Unrechtes zu tun, der müsse sich sowohl in einer Demokratie als auch in einer Oligarchie den jeweils maßgeblichen Kräften widersetzen und könne damit nur scheitern. Der Vorwurf, er habe die Jugend verdorben, sei leicht zu widerlegen: Wenn unter den Anwesenden jemand sei, der glaube, er oder einer seiner Angehörigen sei einem solchen verderblichen Einfluss ausgesetzt gewesen, solle er sich jetzt melden. Abschließend stellt Sokrates fest, er bitte nicht um Gnade und wolle nicht – wie bei solchen Prozessen üblich – Mitleid erregen, etwa durch einen Auftritt seiner Angehörigen. Richter sollten nicht nachsichtig sein, sondern gerechte Urteile fällen.

### Die zweite Rede
Nach dem Schuldspruch, der nur mit knapper Mehrheit gefällt worden ist, ergreift Sokrates erneut das Wort, um sich zum Strafmaß zu äußern. Athenischem Recht zufolge wird nach der Feststellung der Schuld eines Angeklagten das Strafmaß festgesetzt. Der Strafantrag des Klägers ist schon in der Anklageschrift enthalten. Der Angeklagte kann diesem Antrag einen Gegenantrag entgegenstellen. Dann hat sich das Gericht in einer zweiten Abstimmung für einen der beiden Strafanträge zu entscheiden; es darf nicht von sich aus eine andere Strafe festlegen. Der Ankläger Meletos hat die Todesstrafe beantragt. Nun macht Sokrates von seinem Recht auf einen Gegenantrag Gebrauch, indem er ironisch Speisung auf Staatskosten im Prytaneion – eine hohe Ehrung – vorschlägt. Dazu bringt er vor, ihm solle das zuerkannt werden, was er tatsächlich verdiene, und das müsse etwas Gutes sein, denn er sei ein Wohltäter der Allgemeinheit. Er sei entschlossen, niemand absichtlich Unrecht zu tun, also auch nicht sich selbst; somit könne er keine Strafe vorschlagen, wenn er keine verdient habe. In die Verbannung zu gehen sei für ihn sinnlos, denn anderswo würde er seine bisherige Lebensweise fortsetzen und daher dasselbe Schicksal erleiden wie in Athen. Im Exil anders leben und sich ruhig verhalten könne er nicht. Er werde nie darauf verzichten, sich selbst und andere zu prüfen; ein Leben ohne Selbsterforschung sei nicht lebenswert.
Eine Geldbuße zieht Sokrates jedoch in Betracht, denn den Verlust von Geld hält er nicht für einen Schaden; aus seiner Sicht ist das keine wirkliche Strafe. Allerdings teilt er mit, dass er arm sei und daher nur etwa eine Mine aufbringen könne. Seine Freunde hätten ihm zugeredet, dreißig Minen zu beantragen, und sie seien bereit, dafür zu bürgen. Damit sei er einverstanden.

### Die dritte Rede
Da Sokrates keinen für das Gericht akzeptablen Alternativvorschlag gemacht hat und die Verbannung, die eine realistische Alternative zum Todesurteil wäre, abgelehnt hat, sind die Richter mehrheitlich dem Antrag der Anklage gefolgt und haben das Todesurteil gefällt. In dieser Situation lässt Platon unvermittelt den letzten Teil der Apologie beginnen.
Nach der Urteilsverkündung wendet sich Sokrates zum dritten und letzten Mal an die Versammlung. Wiederum erinnert er daran, dass es nicht richtig sei, dem Tod um jeden Preis entkommen zu wollen. Wer Gefahren unbedingt entgehen wolle, der finde dafür vor Gericht ebenso wie im Krieg Mittel und Wege. Ein solches Verhalten sei aber unwürdig. Dem Tod könne man leicht entrinnen, wenn man dabei vor nichts zurückscheue; weit schwerer sei es, der Schlechtigkeit zu entkommen. Er werde nun vom Tod eingeholt, seine Ankläger aber von ihrer Schlechtigkeit, denn sie seien der Niedertracht überführt worden. Damit erhielten sie ihr Urteil so wie er seines. Seine innere Stimme habe sich während des Gerichtsverfahrens nicht gemeldet, und dies sei ein Zeichen dafür, dass der Gott sein Verhalten billige und das ganze Geschehen für gut halte.
Abschließend geht Sokrates auf das Fortleben nach dem Tode und das Schicksal der Seelen der Verstorbenen ein. Er weiß nicht, was ihm nach seinem Tode geschehen wird, ob ihm ein Zustand der Empfindungslosigkeit wie in traumlosem Schlaf bevorsteht oder eine jenseitige Fortsetzung seiner philosophischen Tätigkeit und Begegnungen mit vielen bedeutenden Persönlichkeiten, die vor ihm gestorben sind. Beides bewertet er als Verbesserung gegenüber der Gegenwart: Die zweite Möglichkeit ist für ihn das größte Glück, die erste zieht er immerhin dem Elend des irdischen Lebens vor. Allerdings nimmt er die erstgenannte Alternative nicht wirklich ernst; er gibt zu verstehen, dass er nur die zweite für realistisch hält. Jedenfalls glaubt er, dass die Verstorbenen im Totenreich glücklicher seien, als sie während ihres irdischen Lebens waren, denn dort gehe es gerecht zu. Allerdings könne man dies nur hoffen und nicht wissen, denn die Wahrheit darüber sei jedem außer dem Gott verborgen. Eines aber sei sicher wahr, nämlich „dass es für einen guten Menschen kein Übel gibt, weder im Leben noch im Tode“. Daher zürnt Sokrates weder den Anklägern noch den Richtern, die ihn verurteilt haben.

## Gestalt und Zielsetzung derApologie

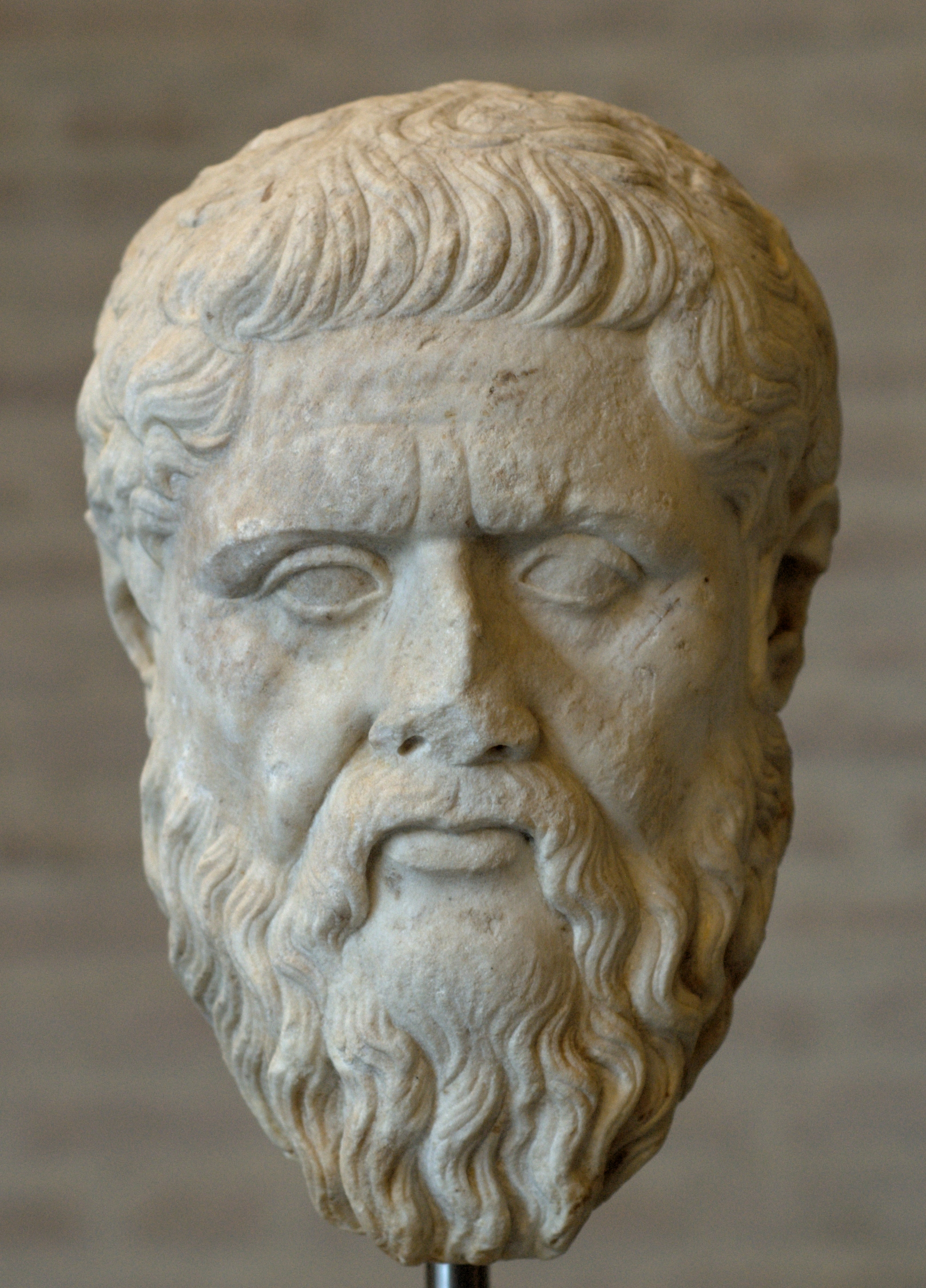
Platon (römische Kopie des griechischen Platonporträts des Silanion, Glyptothek München)

Auffällig ist beim Auftreten von Platons Sokrates die Diskrepanz zwischen seiner betonten Geringschätzung seiner rednerischen Fähigkeiten und der tatsächlichen Ausgestaltung seiner Rede. Gleich zu Beginn seiner Ausführungen distanziert er sich von rhetorischen Kunstgriffen, weist auf seine mangelnde Erfahrung mit der juristischen Redekunst hin, da er jetzt erstmals vor ein Gericht trete, und kündigt eine schlichte, nur der Wahrheitsfindung dienende Darlegung „wie auf dem Markt bei den Wechseltischen“ an. In Wirklichkeit ist die Apologie aber sorgfältig und kunstvoll nach den Regeln der Gerichtsrhetorik aufgebaut.
Den Gepflogenheiten der Gerichtsrhetorik folgt Platons Sokrates allerdings nur formal. Inhaltlich versucht er nicht die Sympathie und Gunst der Richter zu gewinnen, sondern verärgert sie mit provozierenden Aussagen. Wiederholt muss er die Zuhörer bitten, Ruhe zu bewahren und sich von seinen Worten nicht zu einem Tumult hinreißen zu lassen. Ob er die Richter vorsätzlich provoziert oder diese Wirkung nur in Kauf nimmt, ist in der Forschung umstritten. Jedenfalls erwecken manche seiner Äußerungen den Eindruck, dass er nicht wirklich an einem Freispruch oder milden Urteil interessiert ist oder darin nur ein untergeordnetes und außerdem unerreichbares Ziel sieht. Dazu passt, dass er zu Beginn seiner zweiten Rede mitteilt, dass er von Anfang an mit einem Schuldspruch gerechnet hat. Sein ironischer Vorschlag, man solle ihm statt einer Strafe die hohe Ehre der Speisung im Prytaneion zuerkennen, wirkt unter den gegebenen Umständen sehr herausfordernd. Dieser Antrag muss die Richter auch wegen seiner offensichtlichen Unernsthaftigkeit empören, denn zu einem solchen Beschluss wäre das Gericht gar nicht befugt. Indem Sokrates darlegt, dass weder die drohende Hinrichtung noch eine Geldstrafe für ihn ein wirkliches Übel sei, gibt er zu verstehen, dass er keine Strafe ernst nimmt; dies kann als Missachtung des Justizsystems und des Gerichts gedeutet werden. Auch seine Behauptung, er sei als Mahner und Kritiker kaum zu ersetzen und daher für die Athener unentbehrlich, kann als Zeichen von Hochmut ausgelegt werden. Besonders provokativ ist seine Behauptung, ein anständiger, rechtlich denkender und der Wahrheit verpflichteter Mensch wie er könne sich im Rahmen des demokratischen Systems nicht politisch betätigen, denn wenn er dies versuche und dabei an seinen Grundsätzen festhalte, werde er zwangsläufig bald umgebracht. Hierbei ist der aktuelle politische Hintergrund zu beachten: Zum Zeitpunkt des Prozesses liegt der Sieg der Demokraten im Bürgerkrieg gegen die Oligarchen erst wenige Jahre zurück. Sokrates ist den Demokraten suspekt, denn zwei führende Oligarchen, die im Bürgerkrieg gefallenen Politiker Kritias und Charmides, sowie der sehr umstrittene Alkibiades haben zeitweilig zu seinem Umkreis gehört. Eine scharfe, fundamentale Kritik des politisch missliebigen Angeklagten an der athenischen Demokratie muss die demokratisch gesinnten Richter erzürnen. Zudem wird ihnen dabei, insoweit sie sich am politischen Leben beteiligen, implizit ein unehrenhafter Charakter unterstellt. All dies erscheint unter dem Gesichtspunkt einer wirksamen Verteidigung als kontraproduktiv.
Offenbar war die „Antirhetorik“, die Platon seinem Sokrates in den Mund legte, ein Angriff auf die sophistische Rhetorik mit deren eigenen Kampfmitteln. Zugleich wollte Platon das athenische Prozesswesen anprangern, in dem das rhetorische Geschick der Verfahrensbeteiligten eine wichtige oder sogar ausschlaggebende Rolle spielte. Seine Absicht war, sowohl Sokrates zu verherrlichen als auch die Prinzipienlosigkeit der politischen und juristischen Redner in Athen bloßzustellen. Zu diesem Zweck stellte er seinen Lesern den Gegensatz zwischen der Manipulationskunst der Politiker und Gerichtsredenschreiber und der philosophischen Wahrheitssuche und Tugendliebe vor Augen. In der Apologie zeichnete er das Bild eines vorbildlichen Philosophen, der die Rhetorik beherrscht, durchschaut und verachtet und schließlich der Demagogie gewissenloser Redner und der von ihnen manipulierten unfähigen Richter zum Opfer fällt. So ist die Apologie zugleich eine Abrechnung mit den herrschenden gesellschaftlichen Verhältnissen und eine Aufforderung zum philosophischen Leben (Protreptikos) nach dem Vorbild des Sokrates. Scharfe Kritik richtete Platon auch gegen einen für ihn als Philosophen unannehmbaren irrationalen Aspekt der athenischen Strafrechtspraxis: den Umstand, dass in Strafprozessen das Urteil oft weniger vom Tatbestand abhing als von der Fähigkeit der Angeklagten, effektvoll Mitleid zu erregen und um Gnade zu betteln.
Eines der Hauptanliegen Platons war die Auseinandersetzung mit der Kritik an Sokrates, die sich nach der Hinrichtung erhoben hatte. Die Apologie war eine Stellungnahme im Kampf zwischen Sokratikern und Antisokratikern um das Bild des Hingerichteten in der öffentlichen Meinung. Dabei ging es insbesondere um den Vorwurf der Arroganz, den offenbar das selbstbewusste Auftreten des historischen Sokrates vor Gericht ausgelöst hatte. Platon wandte sich mit seiner Version gegen die Einschätzung, der Angeklagte habe seinen Untergang durch törichtes, selbstzerstörerisches Agieren während der Gerichtsverhandlung selbst verschuldet und sei mit seinem Lebenskonzept letztlich gescheitert.

## Datierung und Quellenwert
Die Frage der historischen Zuverlässigkeit der Apologie wird seit langem intensiv diskutiert. Die Einschätzung des Quellenwerts hängt mit der Datierung des Werks zusammen. Darüber gehen die Meinungen weit auseinander. Einer der Forschungsrichtungen zufolge handelt es sich um Platons erstes Werk oder zumindest eines der ersten. Mit der Frühdatierung verbinden manche Altertumswissenschaftler die Hypothese einer wirklichkeitsnahen Darstellung. Demnach hat Platon, der beim Prozess anwesend war, die Darlegungen des Sokrates frisch aus dem Gedächtnis aufgezeichnet, um sie möglichst getreu wiederzugeben, und hat die Rede schon bald nach dem Tod seines Lehrers veröffentlicht. Aus diesem Szenario ergibt sich ein oft vorgebrachtes Argument zugunsten der Authentizität der Sokrates zugeschriebenen Ausführungen: Das zeitgenössische Publikum habe die wirkliche Rede noch so gut gekannt, dass Platons Version nicht wesentlich von ihr habe abweichen können, ohne ihre Glaubwürdigkeit einzubüßen. So argumentieren beispielsweise Gregory Vlastos, Holger Thesleff und Luc Brisson. Gegen diese Überlegung wird aber eingewendet, sie unterschätze den Gestaltungsspielraum, den das antike Publikum Schriftstellern zubilligte. Befürworter einer Spätdatierung stützen sich auf ein Indiz für ungefähr gleichzeitige Entstehung der Apologie und des Dialogs Menon, woraus sich eine Abfassung der Rede um die Mitte der 380er Jahre ergäbe. Ein relativ großer zeitlicher Abstand zu den Ereignissen von 399 würde gut zur Hypothese einer sehr freien literarischen Ausgestaltung passen, während eine Datierung bald nach dem Prozess für größere Nähe zur historischen Realität spräche. Zwingend sind solche Folgerungen aber nicht. Weder stilistische Merkmale noch äußere Kriterien liefern zuverlässige Anhaltspunkte für die zeitliche Einordnung. Ein Zusammenhang mit Ereignissen von 392 bis 387 ist möglich, aber nicht erweisbar.
In der neueren Forschung sind die Urteile über die Zuverlässigkeit der Apologie großenteils skeptisch ausgefallen. Der literarische Charakter des Werks und die Absicht Platons, seinen verehrten Lehrer zu rechtfertigen und einen Sokrates-Mythos zu schaffen, werden betont. Skeptiker weisen auf die kunstvolle Ausformung des Werks hin, die für sorgfältige Ausarbeitung während eines längeren Zeitraums spricht. Radikal drückt Olof Gigon die skeptische Sichtweise aus: „Die sokratische Literatur ist nicht geschichtliche Biographie, sondern Dichtung […] Auf der andern Seite steht die historische Person des Sokrates, die wir niemals wirklich kennen werden, […]“.
Demnach ist damit zu rechnen, dass sich der überlieferte Redetext stark von dem, was der historische Sokrates vor Gericht vortrug, unterscheidet. Dennoch ist die Apologie als Quelle für den Prozess nicht generell diskreditiert; viele Detailinformationen, gegen die keine konkreten Verdachtsmomente vorliegen, dürften stimmen. Korrekt ist die zusammenfassende Wiedergabe der Anklage, die mit Angaben in anderen Quellen übereinstimmt. Die Meinung, Platon habe sich im Wesentlichen an den Inhalt der historischen Rede gehalten, hat weiterhin Anhänger. Wenngleich die eigentlichen – wohl zum Teil politischen – Motive der Ankläger nur hypothetisch zu erschließen sind, sind die in der Apologie genannten Vorwürfe der Feinde des Philosophen aller Wahrscheinlichkeit nach historisch.
Unhistorisch ist die dritte Rede des Sokrates, denn ein solches Schlusswort eines zum Tode Verurteilten war im Strafprozess nicht vorgesehen und wäre von den Richtern, die für das Todesurteil gestimmt hatten, nicht akzeptiert worden.
Sehr umstritten ist die Frage, ob der historische Sokrates die philosophischen Überzeugungen, die Platon ihm in der Apologie in den Mund legt, tatsächlich in dieser Form vertreten hat. Forscher, die den Sokrates der Apologie als rein fiktive Gestalt betrachten, halten ein fundiertes Urteil darüber für unmöglich. Andere sind hinsichtlich der Verwertbarkeit von Platons Angaben optimistischer. Als Indiz für ein zumindest in den Grundzügen authentisches Sokratesbild wird der Umstand angeführt, dass Platons Sokrates in der Apologie von einer sehr pessimistischen Erkenntnistheorie ausgeht. Er glaubt, ein gesichertes Wissen über die wichtigsten Themenbereiche wie das Gute und die Gerechtigkeit sei dem Menschen grundsätzlich unerreichbar. Da Platon selbst nicht dieser Auffassung war, hatte er keinen Grund, sie als Ansicht seines Lehrers darzustellen, falls dies nicht den historischen Tatsachen entsprach. Die „Tendenzwidrigkeit“ der Information macht sie glaubwürdig. Demnach ist die Hypothese, dass Sokrates tatsächlich zum erkenntnistheoretischen Pessimismus neigte, plausibel. Hinzu kommt, dass diese Denkweise auch im Kreis der Schüler des Sokrates bezeugt ist. Daraus wird gefolgert, dass das Sokratesporträt der Apologie auch in anderen Einzelheiten der historischen Realität relativ nahe sein dürfte. Andreas Patzer meint sogar, die Apologie sei „jenes Werk, in dem Platon das Philosophieren des Sokrates in reinster Form dargestellt hat“; die Rede sei zwar fiktional, aber der philosophische Gehalt authentisch: „Wenn irgendwo, so erfahren wir hier, wie Sokrates in Wirklichkeit dachte“.

## Rezeption
Die Apologie hat das Sokratesbild der Nachwelt bis in die Gegenwart maßgeblich mitgeprägt. Sie gilt als klassische Darstellung der Bewährung philosophischer Lebenspraxis in einer Krisensituation. Die starke Nachwirkung verdankt das Werk sowohl seinem philosophischen Gehalt als auch seiner literarischen Form.

### Antike
Schon der Schriftsteller Xenophon, der ein Anhänger des Sokrates, aber beim Prozess nicht anwesend war, hat bei der Abfassung seiner Schrift Die Verteidigung des Sokrates Platons Apologie verwendet. Der berühmte Redner Isokrates, der im 4. Jahrhundert v. Chr. in Athen eine Rhetorikschule gründete und leitete, schrieb die Gerichtsrede Antidosis. Darin verteidigte er sich gegen eine fiktive Anklage ähnlich der gegen Sokrates gerichteten und legte über seine Tätigkeit Rechenschaft ab. Dabei orientierte er sich am Vorbild von Platons Apologie, womit er deren rhetorischer Qualität indirekt Anerkennung zollte. Aristoteles zitierte Platons Werk in seiner Rhetorik; er führte eine Beweisführung des platonischen Sokrates im Verhör des Meletos als Musterbeispiel einer reductio ad absurdum auf.
Nicht nur für die Platoniker, sondern auch für andere philosophische Richtungen, die sich im Zeitalter des Hellenismus entfalteten, war Sokrates durch seine Standhaftigkeit vor Gericht ein Leitbild. Sein in der Apologie dargelegtes Verhalten angesichts der drohenden Todesstrafe demonstrierte die Einheit philosophischer Theorie und Praxis. Das Auftreten des Angeklagten verlieh dem Ideal einer von Selbstbeherrschung und vernünftiger Überlegung bestimmten philosophischen Lebensform Glaubwürdigkeit und Überzeugungskraft.
In der Tetralogienordnung der Werke Platons, die anscheinend im 1. Jahrhundert v. Chr. eingeführt wurde, bildet die Apologie zusammen mit den Dialogen Euthyphron, Kriton und Phaidon die erste Tetralogie (Vierergruppe). Da alle vier Werke die Verhältnisse zur Zeit von Sokrates’ Anklage, Prozess und Hinrichtung thematisieren, war ihre Zusammenstellung in einer Tetralogie offenbar inhaltlich begründet. Der Philosophiegeschichtsschreiber Diogenes Laertios zählte die Apologie zu den „ethischen“ Schriften Platons. Er erwähnte, dass sie oft an den Anfang des Lektüreplans der Philosophieschüler gestellt wurde, also unter didaktischem Gesichtspunkt als geeignete Einführung in die platonische Philosophie galt.
Der Stoiker Epiktet war der Ansicht, Sokrates habe die Richter bewusst provoziert. Er billigte dieses Verhalten in Anbetracht der damals gegebenen Umstände.
Ungeachtet der starken Wirkung der Apologie auf das antike Publikum wurde vereinzelt Kritik geäußert. Der im 1. Jahrhundert v. Chr. tätige Geschichtsschreiber und Rhetoriklehrer Dionysios von Halikarnassos bemängelte Praxisferne: Das Werk habe mit der Realität des Auftretens vor Gericht nichts zu tun, sondern diene einem anderen Zweck, es sei weder ein Dialog noch eine Rede. Seneca der Ältere überliefert das Urteil des Redners Cassius Severus, der meinte, die Rede sei weder eines Anwalts noch eines Angeklagten würdig.
Der unbekannte Verfasser eines Dionysios von Halikarnassos zu Unrecht zugeschriebenen Rhetorikhandbuchs sah in der Apologie eine raffinierte Form der „figurierten Rede“ (lógos eschēmatisménos). Bei dieser handelt es sich um Texte, in denen der Autor oder Sprecher etwas anderes sagt als er meint – es kann auch das Gegenteil des Gemeinten sein –, es aber zugleich seinem Publikum ermöglicht, die eigentliche Bedeutung zu dekodieren. Pseudo-Dionysios von Halikarnassos war der Ansicht, die Apologie sei völlig fiktiv und habe Platons Zwecken dienen sollen: mit den Athenern abzurechnen, Sokrates zu verherrlichen und für seine Philosophie zu werben. Das Werk weise Merkmale unterschiedlicher Gattungen auf, denn es sei zugleich Verteidigungsrede, Anklage (gegen die Athener), Lobrede (auf Sokrates) und Werbeschrift. Durch die Notwendigkeit der Verteidigung solle das Sokrates in den Mund gelegte Selbstlob für den Leser erträglich gemacht werden.
Im 2. Jahrhundert verglich der christliche Apologet Justin der Märtyrer das Vorgehen der Athener gegen Sokrates mit den Christenverfolgungen, wobei er sich auf die Darstellung in Platons Apologie stützte. Sokrates sei damals den gleichen Beschuldigungen ausgesetzt gewesen wie zu Justins Zeit die Christen, denn man habe ihm vorgeworfen, unfromm zu sein, nicht an die herkömmlichen Götter zu glauben und neue Gottheiten einzuführen.
Abgesehen von zwei Papyrus-Fragmenten, die aus dem 1. oder 2. Jahrhundert stammen und um 1909 in Soknopaiu Nesos gefunden wurden, sind keine antiken Handschriften der Apologie erhalten.

### Mittelalter und Frühe Neuzeit

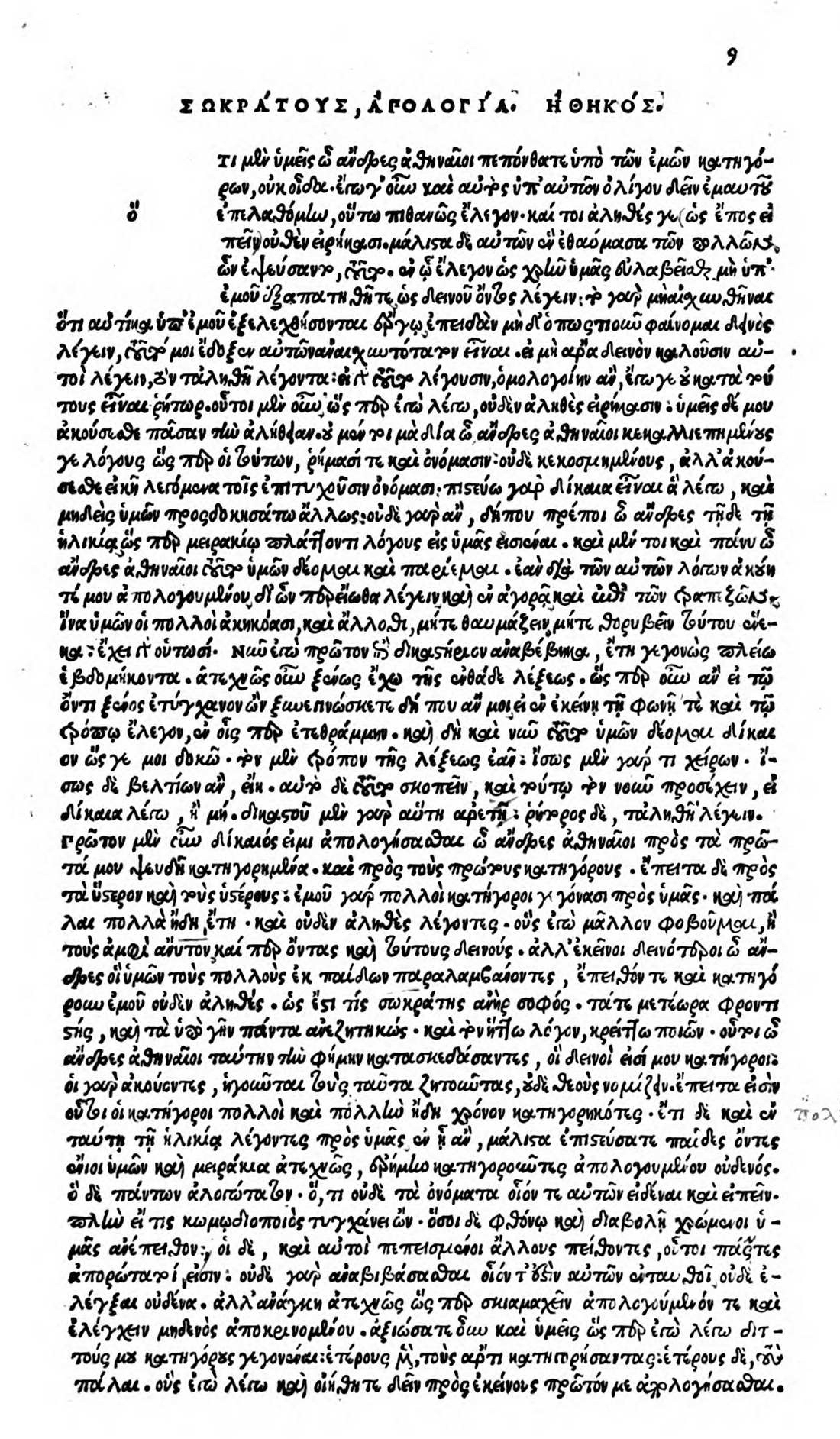
Der Anfang der Apologie in der Erstausgabe, Venedig 1513

Im Mittelalter war die Apologie der lateinischsprachigen Gelehrtenwelt des Westens nicht zugänglich. Allerdings scheint im 12. Jahrhundert der in Spanien tätige jüdische Philosoph und Dichter Jehuda ha-Levi eine Übersetzung oder zumindest Zusammenfassung gekannt zu haben. Die älteste erhaltene mittelalterliche Abschrift des griechischen Textes der Apologie entstand im 9. Jahrhundert im Byzantinischen Reich. Spätestens im 11. Jahrhundert wurde eine Übersetzung ins Armenische angefertigt.
Nach ihrer Wiederentdeckung im Zeitalter des Renaissance-Humanismus gehörte die Apologie zu den geschätzten Schriften Platons. Die erste lateinische Übersetzung fertigte der italienische Humanist und Staatsmann Leonardo Bruni im ersten Jahrzehnt des 15. Jahrhunderts an. Da er sie später unbefriedigend fand, erstellte er eine überarbeitete Fassung, die er 1424/1427 – wahrscheinlich schon 1424 – abschloss und in Umlauf brachte. Sokrates’ Kritik an der athenischen Demokratie entsprach Brunis Abneigung gegen eine rein demokratische Verfassung und seiner Befürwortung einer gemischten Staatsform mit aristokratischen Elementen. Brunis lateinische Apologie wurde um 1475 in Bologna gedruckt. Eine weitere Übersetzung des griechischen Originals ins Lateinische stammt von dem berühmten Humanisten Marsilio Ficino († 1499), der streckenweise nur Brunis Text überarbeitete. Sie wurde 1484 in Florenz herausgebracht. Die Erstausgabe des griechischen Textes erschien im September 1513 in Venedig bei Aldo Manuzio im Rahmen der von Markos Musuros herausgegebenen Gesamtausgabe der Werke Platons.
1749 übersetzte Denis Diderot die Apologie ins Französische, als er im Staatsgefängnis von Vincennes inhaftiert war. Voltaire verglich Diderot, der wie einst Sokrates des Atheismus beschuldigt wurde, mit dem antiken Philosophen und nannte ihn „Sokrates“. 1790 veröffentlichte Matthias Claudius seine deutsche Übersetzung der Apologie.

### Moderne

#### Die Debatte um Sinn und Wahrheitsgehalt
Der einflussreiche Platon-Übersetzer Friedrich Schleiermacher (1768–1834) glaubte, die Apologie sei die inhaltlich getreue Wiedergabe der Rede, die Sokrates wirklich vor Gericht gehalten hatte. Seine Ansicht teilte eine Reihe von Altertumswissenschaftlern des 19. Jahrhunderts, darunter Eduard Zeller (1814–1908) und George Grote (1794–1871). Im 20. Jahrhundert schlossen sich John Burnet und Alfred Edward Taylor dieser Sichtweise an; sie nahmen an, dass die veröffentlichte Rede hinsichtlich der wesentlichen Fakten mit der historischen übereinstimmt. Die Gegenposition, wonach es sich um einen fiktionalen Text handelt, der nicht einmal annäherungsweise die wirkliche Verteidigungsrede des Philosophen wiedergibt, vertrat Martin Schanz 1893 in seiner kommentierten Ausgabe der Apologie. Diesen Ansatz setzte Erwin Wolff 1929 in seiner Dissertation fort. Seither gilt der fiktionale Charakter von Platons Werk als gesicherte Tatsache. Dies schließt Historizität vieler Elemente keineswegs aus, doch wird die Historizitätshypothese („Historizismus“) heute nur noch in gemäßigter Form vertreten, unter Berücksichtigung der literarischen Ausgestaltung und ihrer Tendenz. Es wird nach dem Verhältnis zwischen Platons Fiktion und ihrer historischen Grundlage gefragt. Dabei stehen gemäßigt historizistische Positionen antihistorizistischen gegenüber.
Søren Kierkegaard ließ 1841 in seiner Dissertation die Frage, wie authentisch der Wortlaut von Platons Apologie ist, beiseite und stellte fest, die Hauptsache sei, dass das Werk ein verlässliches Bild des wirklichen Sokrates biete.
Im Lauf der Zeit ist die Forschung von einer einseitigen Ausrichtung auf die Frage nach dem Quellenwert der Apologie hinsichtlich des historischen Gerichtsverfahrens abgekommen. Als noch wichtiger erscheint die von Platons Kunst geprägte musterhafte Sokrates-Gestalt, die weitaus wirkmächtiger war und ist, als es der historische Sokrates ohne die Stilisierung durch seinen bedeutendsten Schüler hätte sein können. Diese Perspektive nahm schon Ulrich von Wilamowitz-Moellendorff in seiner viel beachteten Platon-Monographie ein. Er meinte, Platon habe die Apologie „in freiestem Anschluß an das, was Sokrates wirklich gesagt hatte“ geschrieben, doch sei dabei etwas weit Größeres herausgekommen, als die wirkliche Rede erreichen konnte: „eine Schrift, die nicht nur durch ihr Ethos, sondern auch durch ihre Kunst“ immer beeindrucken werde. Hier habe Platon „seine Begabung zur Tragödie“ gezeigt. Ähnlich dachte diesbezüglich Kurt Hildebrandt, der schrieb, alles „Zeitlich-Zufällige“ sei ausgeschieden und „der geschichtliche Vorgang ins Ewig-Mythische erhoben“. Hildebrandt sah den Sinn der Apologie darin, Sokrates „ganz menschlich, doch übermenschlich zugleich durch sein heroisches Amt“ zu zeigen. Romano Guardini stellte fest, Platon gebe zwar sicher nicht den Wortlaut der historischen Verteidigung wieder, wohl aber „das Wesentliche des Vorganges“; seine Darstellung packe den Leser „mit unmittelbarer Gewalt“ und es sei ihm vollkommen gelungen, „die Mächte deutlich werden zu lassen, die da miteinander gerungen haben, und die Entscheidungen, um die es gegangen ist“. Die Apologie habe „die Wahrheit des großen Kunstwerkes“. In diesem Sinne äußerte sich auch Rafael Ferber. Er schrieb, die Apologie bringe „eine typologische und beispielhafte oder höhere Wahrheit“ zum Ausdruck. Dies geschehe im Sinne des Wirklichkeitsverständnisses von Aristoteles, wonach das Beispielhafte die Wirklichkeit übertreffen müsse. Franz von Kutschera ließ die Frage der Historizität offen; aus seiner Sicht ist die Hauptsache, dass Platon „ein außerordentlich eindrucksvolles Portrait von Sokrates gezeichnet“ hat, wobei „alle pathetischen Töne“ fehlen.

#### Literarische und philosophische Bewertungen
Aus literarhistorischer Sicht pflegt die Apologie als Meisterwerk der Weltliteratur eingestuft zu werden. Schon Friedrich Schleiermacher konstatierte 1805, sie sei eine „wegen des einwohnenden Geistes und des dargestellten Bildes ruhiger sittlicher Größe und Schönheit zu allen Zeiten geliebte und bewunderte Schrift“. Die außergewöhnliche Wertschätzung des Werks in Bildungskreisen spiegelt sich in seiner Rolle in der Schule: Im gymnasialen Altgriechischunterricht gehört es seit dem 19. Jahrhundert zum Lektürestoff. Theodor Gomperz (1832–1912) bezeichnete die Verteidigungsrede als „eines der männlichsten Bücher der Weltliteratur“; sie sei ein „Laienbrevier starker und freier Geister“ und wie kaum ein anderes Buch „geeignet, die Mannestugend der Fassung in die Gemüter zu pflanzen“. Rafael Ferber hat 2011 darauf hingewiesen, dass sie „in alle Kultursprachen“ übersetzt worden ist und insofern „die Sonne über der Lektüre der Apologie nie untergeht“.
Auch hinsichtlich des philosophischen Gehalts findet das Werk hohe Anerkennung. Karl Popper, der ein scharfer Kritiker Platons, aber Bewunderer des Sokrates war, bezeichnete die Apologie als die schönste von allen ihm bekannten philosophischen Schriften. Rafael Ferber nennt sie „geradezu das Gründungsdokument der westlichen Philosophie“, da hier Philosophie erstmals von den dogmatischen Naturlehren der Vorsokratiker sowie von der Sophistik abgegrenzt und als Suche nach Weisheit aufgefasst worden sei, somit als reflexive Tätigkeit des Philosophierens und nicht als Lehre. Andreas Patzer betrachtet die Apologie als „Schlüsseltext und Haupturkunde nicht nur des Sokratischen, sondern auch des Platonischen Denkens“ und konstatiert dazu: „Wer immer sich die Sache der Philosophie angelegen sein lässt, kann und darf an diesem Meisterwerk […] nicht vorbeigehen.“

#### Einzelfragen der Forschung
Kontrovers erörtert wird in der modernen Forschung allgemein und insbesondere hinsichtlich der Apologie die Frage, inwieweit einzelne Äußerungen von Platons Sokrates ironisch gemeint sind. Das Spektrum der Deutungen reicht von der Annahme, dass in den drei Reden der Apologie nirgends Ironie in nennenswertem Ausmaß vorliegt, bis zur Hypothese, dass Ironie im Sinne von Mehrdeutigkeit ein zentrales, für Platons Zwecke erforderliches Element der Darstellung bildet. Schon Søren Kierkegaard setzte sich 1841 in seiner Dissertation mit diesem Problem auseinander; seine Ansicht war, dass „die Apologie in ihrer Ganzheit Ironie ist“. Sokrates habe das Gerichtsverfahren für lächerlich gehalten und mit durchgängig ironischen Ausführungen darauf reagiert. Bei den Befürwortern eines ironischen Sinnes mancher Darlegungen sind die Meinungen hinsichtlich der Bedeutung der mutmaßlichen Ironie geteilt. Teils wird die Ironie als bloße Spielerei, teils als von der Situation und den Anliegen des Autors geforderte Doppelbödigkeit interpretiert. Gegner eines ironischen Verständnisses betonen den Wahrhaftigkeits- und Schlichtheitsanspruch des platonischen Sokrates.
Viel Beachtung findet in der Forschung auch das Verhältnis des platonischen Sokrates zu seinem Daimonion und zum Orakelspruch. Erklärungsbedürftig ist der Gegensatz zwischen der Berufung auf eine göttliche Offenbarung, für deren Wahrheitsanspruch keine Begründung vorliegt, und der Autonomie des denkenden Subjekts, das sich aus eigener Kraft um rational fundierte Einsicht bemüht. Ebenso besteht ein Gegensatz zwischen der sokratischen Erkenntnis der eigenen Unwissenheit („Ich weiß, dass ich nichts weiß“) und der Vorstellung eines aus göttlicher Quelle stammenden und daher gesicherten Wissens. Die Ausführungen des Sokrates in der Apologie erwecken den Eindruck, dass er göttliche Instruktionen erhielt, für deren Urheber er offenbar Apollon hielt, und dass diese Wissensquelle ihm eine religiöse Gewissheit verschaffte, die mit seiner philosophischen Unwissenheit kontrastierte. Eine blinde Befolgung von Anweisungen einer übermenschlichen Instanz widerspräche aber dem Anspruch des Philosophen, nur aufgrund einsichtiger Begründungen Entscheidungen zu fällen und zu handeln. Zur Erklärung wird in der Forschungsliteratur hervorgehoben, dass weder das Orakel noch das Daimonion positive Anweisungen gab. Das Orakel beantwortete nur eine Frage nach der Weisheit unter den Menschen und das Daimonion sprach nur Warnungen vor einzelnen Schritten aus. Die Überzeugung des Sokrates, er führe mit seiner philosophischen Aktivität eine göttliche Anweisung aus, konnte somit nicht mit einem direkten Befehl der Gottheit begründet werden. Vielmehr war sie das Resultat einer Folgerung, die der Philosoph aus dem Orakelspruch und verschiedenen mutmaßlichen Anzeichen des göttlichen Willens zog. Die Folgerung stimmte völlig mit dem überein, was er von sich aus für richtig hielt. Sein Handeln war also das Ergebnis seiner eigenen Überlegungen. In der neueren Forschung wird daher betont, dass sich der platonische Sokrates von seiner eigenen Urteilskraft leiten ließ. Er unterwarf die Hinweise, denen er göttlichen Ursprung zuschrieb, im Zweifelsfall philosophischer Untersuchung und interpretierte sie im Licht seiner diskursiv gewonnenen Einsichten. Ein innerer Konflikt entstand dabei nie, da der erschlossene Wille der Gottheit stets mit den Ergebnissen der philosophischen Reflexion übereinstimmte oder ihnen zumindest nicht widersprach.
Albrecht Dihle stellte die Apologie an den Anfang des antiken biographischen Schrifttums. Er meinte, sie sei zwar ihrer literarischen Form nach keine Biographie, doch habe sich in ihr das biographische Element verkörpert; erstmals habe hier das Interesse am Lebenslauf einer unverwechselbaren Persönlichkeit literarischen Ausdruck gefunden. Diese Auffassung ist teils auf Zustimmung, teils auf Ablehnung gestoßen. Ihr stellte Thomas Schirren die gegenteilige Deutung entgegen: Nicht das Biographische – also ein bestimmtes Leben und die Eigenart des Individuums Sokrates – sei in der Apologie das Wesentliche, sondern das ethische Programm und die Darstellung einer philosophischen Lebensform, deren Realisierbarkeit anhand des Beispiels Sokrates bewiesen werden solle. Somit sei die Apologie „die gelungene Funktionalisierung eines individuellen Lebens durch einen fiktionalen Text“.

## Ausgaben und Übersetzungen
Kritische Ausgaben, teilweise mit Übersetzung
- William S. M. Nicoll (Hrsg.): Apologia Sokratous. In: Elizabeth A. Duke u. a. (Hrsg.): Platonis opera. Band 1, Oxford University Press, Oxford 1995, ISBN 0-19-814569-1, S. 27–63 (maßgebliche kritische Edition).
- Gunther Eigler (Hrsg.): Platon: Werke in acht Bänden. Band 2, 5. Auflage. Wissenschaftliche Buchgesellschaft, Darmstadt 2005, ISBN 3-534-19095-5, S. 1–69 (Abdruck der kritischen Ausgabe von Maurice Croiset, 9. Auflage. Paris 1966, mit der deutschen Übersetzung von Friedrich Schleiermacher, 2., verbesserte Auflage. Berlin 1818).
- Franz Josef Weber (Hrsg.): ΠΛΑΤΩΝΟΣ ΑΠΟΛΟΓΙΑ ΣΩΚΡΑΤΟΥΣ. 7., durchgesehene Auflage. Schöningh, Paderborn u. a. 2002, ISBN 3-506-99155-8 (Ausgabe mit knappem kritischem Apparat und Kommentar).

Ausgabe für Schüler
- Robert Biedermann (Hrsg.): Platon: Apologie des Sokrates. Buchners Verlag, Bamberg 1994, ISBN 3-7661-5835-X (unkritische Ausgabe ohne Übersetzung speziell für Schulzwecke).

Übersetzungen, teilweise mit unkritischen Ausgaben
- Otto Apelt (Übersetzer): Platons Apologie des Sokrates und Kriton. In: Otto Apelt (Hrsg.): Platon: Sämtliche Dialoge. Band 1, Meiner, Hamburg 2004, ISBN 3-7873-1156-4 (Übersetzung mit Einleitung und Erläuterungen; Nachdruck der 2., durchgesehenen Auflage, Leipzig 1922).
- Winfried Czapiewski (Übersetzer): Platon über den Tod des Sokrates. Vier Schriften Platons zu Person und Tod des Sokrates: Euthyphron, Apologie, Kriton, Phaidon. Laufen, Oberhausen 2018, ISBN 978-3-87468-378-4.
- Rafael Ferber (Übersetzer): Platon: Apologie des Sokrates. Beck, München 2011, ISBN 978-3-406-62221-2 (mit Nachwort); 2., überarbeitete und erweiterte Auflage, München 2019, ISBN 978-3-406-73633-9.
- Manfred Fuhrmann (Hrsg.): Platon: Apologie des Sokrates. Reclam, Stuttgart 1989, ISBN 3-15-008315-X (unkritische Ausgabe mit Übersetzung und Nachwort).
- Ernst Heitsch (Übersetzer): Platon: Apologie des Sokrates (= Platon: Werke. Übersetzung und Kommentar, hrsg. von Ernst Heitsch und Carl Werner Müller, Band I 2). Vandenhoeck & Ruprecht, Göttingen 2002, ISBN 3-525-30401-3.
- Rudolf Rufener (Übersetzer): Platon: Die Werke des Aufstiegs (= Jubiläumsausgabe sämtlicher Werke. Band 2). Artemis, Zürich und München 1974, ISBN 3-7608-3640-2, S. 211–248 (mit Einleitung von Olof Gigon).
- Friedrich Schleiermacher (Übersetzer): Des Sokrates Verteidigung. In: Erich Loewenthal (Hrsg.): Platon: Sämtliche Werke in drei Bänden, Band 1, unveränderter Nachdruck der 8., durchgesehenen Auflage. Wissenschaftliche Buchgesellschaft, Darmstadt 2004, ISBN 3-534-17918-8, S. 5–36.
- Lucius Annaeus Senecio (Hrsg.): Platon: Apologie des Sokrates. Ad Fontes, Berlin 2016, ISBN 978-3-945924-23-5.